# Echoes (альбом Cape Cod)
Echoes — второй студийный альбом украинского электронного проекта Cape Cod. К записи 14 треков с релиза было привлечено 7 вокалистов из США, Великобритании и Ирландии.

## Про альбом
Основным лейтмотивом альбома стала попытка вырваться из потока информационного шума. В день премьеры был запущен квест, во время которого ряд киевских заведений целую неделю транслировал у себя альбом от начала до конца, после чего предлагал посетителям оставить свой «физический» комментарий.
Обложкой альбома стала сумма из 14 цветов, которые выбирали самые близкие для Максима Сикаленко люди. Каждый из них, до официального выхода альбома, прослушал релиз и выбрал цвет, с которым у него ассоциируется релиз. Путем прибавления получился цвет, который и стал обложкой Echoes.

## Список песен
| №   | Название                                   | Текст песни     | Музыка           | Длительность |
| --- | ------------------------------------------ | --------------- | ---------------- | ------------ |
| 1.  | «Sunsay (feat. Richard Farrell)»           | Richard Farrell | Максим Сикаленко | 3:54         |
| 2.  | «Good Company Girl (feat. YMTK)»           | YMTK            | М. Сикаленко     | 3:31         |
| 3.  | «Echo 1»                                   | М. Сикаленко    | М. Сикаленко     | 1:31         |
| 4.  | «I Am That (feat. Leah Vee)»               | Leah Vee        | М. Сикаленко     | 4:05         |
| 5.  | «I Don't Wanna Know (feat. Mickey Shiloh)» | Mickey Shiloh   | М. Сикаленко     | 5:00         |
| 6.  | «Echo 2»                                   | М. Сикаленко    | М. Сикаленко     | 1:21         |
| 7.  | «Force Notch»                              | М. Сикаленко    | М. Сикаленко     | 4:26         |
| 8.  | «I'm Coming Home (feat. Richard Farrell)»  | R. Farrell      | М. Сикаленко     | 3:54         |
| 9.  | «Fight (feat. Cheshy)»                     | Cheshy          | М. Сикаленко     | 3:36         |
| 10. | «Echo 3»                                   | М. Сикаленко    | М. Сикаленко     | 3:29         |
| 11. | «Just Because Of You (feat. Daramola)»     | Daramola        | М. Сикаленко     | 4:02         |
| 12. | «Let Me Know (feat. TONYB.)»               | TONYB.          | М. Сикаленко     | 3:35         |
| 13. | «Wondrous Spirit (feat. Richard Farrell)»  | R. Farrell      | М. Сикаленко     | 3:24         |
| 14. | «Echo 4»                                   | М. Сикаленко    | М. Сикаленко     | 1:30         |

## Носители
| Дата             | Формат               | Лейбл      | Количество копий |
| ---------------- | -------------------- | ---------- | ---------------- |
| 28 сентября 2018 | Цифровая дистрибуция | Kiev House |                  |
| 2 сентября 2018  | Винил                | Kiev House | 300 копий        |

## Критика и отзывы
По словам портала The Flow: «Звучание, как и территориальный охват причастных людей, — спектра широчайшего. Стержень — от хаус-музыки, а дальше, будто колечки, он нанизывает на него решения из электро, соула, хип-хопа и не только».
Издание СЛУХ поставило альбом на 3 место в рейтинге «Главных украинских альбомов года», написав: «Cape Cod отлично поработал над своим вторым альбомом Echoes, который вывел украинскую танцевальную электронику на новый уровень».
Альбом занял 2 место в списке «18 лучших украинских альбомов 2018 года» по версии издания LiRoom. Критик Алексей Бондаренко отмечает: «Один из наиболее важных электронных украинских альбомов этого года. Echoes — это комплексная и многоуровневая работа в плане звука и композиторства. Если дебютный альбом напоминал музыкальный шоукейс Максима Сикаленко и Constantine, Echoes — концептуально завершенное полотно».